# Elecciones parlamentarias de Hungría de 1939
Las elecciones parlamentarias se celebraron en Hungría el 28 y 29 de mayo de 1939. El resultado fue una victoria para el Partido de la Unidad, que obtuvo 181 de los 260 escaños en el Parlamento (72% de los escaños del parlamento) y obtuvo el 49% del voto popular en las elecciones. Pál Teleki siguió siendo primer ministro. Este fue un gran avance para la extrema derecha en Hungría; entre ellos, los partidos de extrema derecha obtuvieron oficialmente 49 escaños y el 25% de los votos.
Esto era lo más parecido a unas elecciones libres que Hungría había visto hasta ese momento. Según el historiador Stanley G. Payne, es casi seguro que el bloque de extrema derecha habría ganado más escaños si las elecciones se hubieran llevado a cabo de una manera verdaderamente justa, y posiblemente hubiera obtenido una cantidad de escaños y votos "aproximadamente iguales" al del Partido de la Unidad.

## Sistema electoral
El sistema electoral se modificó con respecto al utilizado en 1935. El número de distritos electorales uninominales se redujo de 199 a 135, mientras que el número de distritos electorales plurinominales se elevó de 11 a 38. Además, el censo electoral se había ampliado significativamente, permitiéndosele votar ahora a todos los hombres mayores de 26 años y a todas las mujeres mayores de 30 años.

## Resultados
| Partido                                                                      | Distritos uninominales | Distritos uninominales | Distritos uninominales | Distritos plurinominales | Distritos plurinominales | Distritos plurinominales | Total     | Total | Total   | Total |
| Partido                                                                      | Votos                  | %                      | Escaños                | Votos                    | %                        | Escaños                  | Votos     | %     | Escaños | +/–   |
| ---------------------------------------------------------------------------- | ---------------------- | ---------------------- | ---------------------- | ------------------------ | ------------------------ | ------------------------ | --------- | ----- | ------- | ----- |
| Partido de la Unidad                                                         | 766,694                | 51.3                   | 112                    | 1,057,879                | 48.2                     | 69                       | 1,824,573 | 49.5  | 181     | +17   |
| FKGP                                                                         | 228,571                | 15.3                   | 1                      | 340,483                  | 15.5                     | 13                       | 569,054   | 15.4  | 14      | –8    |
| Partido de la Cruz Flechada                                                  | 192,356                | 12.9                   | 7                      | 338,049                  | 15.4                     | 22                       | 530,405   | 14.4  | 29      | Nuevo |
| Partido Socialdemócrata Húngaro                                              | 12,630                 | 0.8                    | 0                      | 113,607                  | 5.2                      | 5                        | 126,637   | 3.4   | 5       | –6    |
| Partido Nacionalsocialista Húngaro Unido                                     | 54,887                 | 3.7                    | 3                      | 23,919                   | 1.1                      | 1                        | 78,806    | 2.1   | 4       | Nuevo |
| Frente Nacional                                                              | 28,341                 | 1.9                    | 2                      | 36,014                   | 1.6                      | 1                        | 64,355    | 1.7   | 3       | Nuevo |
| Partido de la Libertad Cívica                                                | 873                    | 0.1                    | 0                      | 57,766                   | 2.6                      | 5                        | 58,639    | 1.6   | 5       | –     |
| Frente Nacionalsocialista Cristiano                                          | 40,114                 | 2.7                    | 1                      | 47,419                   | 2.2                      | 2                        | 57,533    | 2.4   | 3       | Nuevo |
| Partido Cristiano Unido                                                      | 19,970                 | 1.3                    | 3                      | 36,973                   | 1.7                      | 1                        | 56,943    | 1.5   | 4       | –11   |
| Candidatos no oficiales del Partido de la Unidad                             | 46,802                 | 3.1                    | 0                      | –                        | –                        | –                        | 46,802    | 1.3   | 0       | –6    |
| Partido Nacional Socialista de los Obreros y Trabajadores Agrícolas Húngaros | 13,010                 | 0.9                    | 1                      | 23,127                   | 1.1                      | 2                        | 36,137    | 1.0   | 3       | Nuevo |
| Partido Reforma Nacional                                                     | 4,489                  | 0.3                    | 0                      | 17,633                   | 0.8                      | 0                        | 22,122    | 0.6   | 0       | Nuevo |
| Partido Cristiano de la Independencia Nacional                               | –                      | –                      | –                      | 14,024                   | 0.6                      | 0                        | 14,024    | 0.4   | 0       | Nuevo |
| Partido Nacionalsocialista Húngaro                                           | 10,872                 | 0.7                    | 0                      | –                        | –                        | –                        | 10,872    | 0.3   | 0       | –2    |
| Partido de la Voluntad del Pueblo                                            | 8,970                  | 0.1                    | 1                      | –                        | –                        | –                        | 8,970     | 0.2   | 1       | 0     |
| Partido Nacional de Pequeños Productores, Artesanos y Trabajadores           | 6,110                  | 0.4                    | 0                      | –                        | –                        | –                        | 6,110     | 0.2   | 0       | Nuevo |
| Partido Popular Independiente                                                | –                      | –                      | –                      | 3,568                    | 0.2                      | 0                        | 3,568     | 0.1   | 0       | Nuevo |
| Partido Nacional Unificado de Trabajadores y Clase Media Baja                | 3,453                  | 0.2                    | 0                      | –                        | –                        | –                        | 3,453     | 0.1   | 0       | Nuevo |
| Oposición Cristiana                                                          | –                      | –                      | –                      | 2,384                    | 0.1                      | 0                        | 2,384     | 0.1   | 0       | –1    |
| Partido Racista Húngaro                                                      | 1,288                  | 0.2                    |                        | –                        | –                        | –                        | 1,288     | 0.0   | 0       | Nuevo |
| Independientes                                                               | 22,898                 | 1.5                    | 4                      | –                        | –                        | 4                        | 22,898    | 6.2   | 8       | –2    |
| Votos nulos/en blanco                                                        | 70,581                 | –                      | –                      | 150,938                  | –                        | –                        | 221,519   | –     | –       | –     |
| Total                                                                        | 1,546,130              | 100                    | 135                    | 2,343,992                | 100                      | 125                      | 3,908,122 | 100   | 260     | +15   |
| Votantes registrados/participación                                           | 1,719,221              | 91.0                   | –                      | 2,636,557                | 88.9                     | –                        | 4,355,778 | 89.7  | –       | –     |
| Fuente: Nohlen & Stöver                                                      |                        |                        |                        |                          |                          |                          |           |       |         |       |